# Onthophagus mucronifer
Onthophagus mucronifer là một loài bọ cánh cứng trong họ Bọ hung (Scarabaeidae).